# Video Game Rap Battle
Pour des articles plus généraux, voir Epic Rap Battles of History et Imitations et parodies d'Epic Rap Battles of History.
 (mars 2024).
 (mars 2024).
Video Game Rap Battle fait partie des nombreuses imitations et parodies d'Epic Rap Battles of History.

## Saison? (2012-en cours de production)
| no | Ép. | Titre                                       | Date d'exposition | Durée (min:s) | Vues (Mio) | Compétiteurs et autres protagonistes présents | Lien |
| -- | --- | ------------------------------------------- | ----------------- | ------------- | ---------- | --- | ---- |
| 1  | 1   | Ash Ketchum vs. Super Mario                 | 10 septembre 2012 | 1;12          | 39,7       | La génération Pokémon avec Sacha (Jordan), évolue face aux célèbre mascotte de Nintendo, Mario (Cam Greely). |      |
| 2  | 2   | Yugi Muto vs. Son Gohan                     | 13 octobre 2012   | 1:19          | 52,1       | Le joueur professionnel de carte, de la série Yu-Gi-Oh, Yugi Muto (Cam Greely), se mesure au Super Saiyan de Dragon Ball Z Sangoku (?), maître des arts martiaux. |      |
| 3  | 3   | Slender Man vs. Herobrine                   | 27 octobre 2012   | 2:02          | 49,4       | Le personnage de creepypasta Slender Man (Jordan) contre l'Herobrine (Cam Greely), le creepypasta du jeu Minecraft. |      |
| 4  | 4   | Tobuscus vs. Pewdiepie                      | 5 avril 2013      | 2:25          | 53,4       | PewDiePie (Cam Greely), le youtuber anglais mitraille Tobuscus (Nathan Provost), l'autre youtuber américain. |      |
| 5  | 5   | Ken Masters vs. Sub-Zero                    | 2 juin 2013       | 3:12          | 7,25       | Ken Masters (Cam Greely), l'expert en arts martiaux donne un coup de pied à Sub-Zero (B-Lo Lorbes), le protagoniste de Mortal Kombat. |      |
| 6  | 6   | Alex Mason vs. Henry Blackburn              | 13 juin 2013      | 1:57          | 50,9       | Henry Blackburn (Cam Greely), le protagoniste du jeu Battlefield tire sur Alex Mason, le protagoniste du jeu Call of Duty. |      |
| 7  | 7   | Super Smash Bros. vs. Playstation All-Stars | 5 octobre 2013    | 2:10          | 46,9       | Les protagonistes du jeu Super Smash Bros. : composé de Mario (Cam Greely), Link et Red (?) combat les protagonistes du jeu Playstation All-Stars : composé de Cole MacGrath (B-Lo Lorbes), Dante (LazySundayPaper) et Nathan Drake (?). |      |
| 8  | 8   | Slenderman vs. Herobrine 2                  | 7 décembre 2013   | 2:36          | 2,5        | Le personnage de creepypasta Slender Man (Jordan) contre l'Herobrine (Cam Greely), le creepypasta du jeu Minecraft. Se dispute une deuxième fois. L'homme aux capuche blanc a été jouée par EDX. |      |
| 9  | 9   | Professor Oak vs. Charles Darwin            | 6 avril 2014      | 2:15          | 4,77       | Le célèbre savant du XIXe siècle et auteur du livre L'Origine des espèces, Charles Darwin (Froggy et MCGamingFTW), contre l'expert des Pokémon et célèbre scientifique, Professeur Chen (Cam Greely). Courte apparition de Sacha (Mat4yo), et Gary Oak (Justin Buckner). |      |
| 10 | 10  | Tobuscus vs. Pewdiepie 2                    | 19 juillet 2014   | 4:55          | 1,62       | PewDiePie (Cam Greely), le youtuber anglais mitraille Tobuscus (Nathan Provost), l'autre youtuber américain. Se dispute une deuxième fois. Pendant le battle, les deux youtuber se sont fait clasher par : Smosh (Mat4yo) et (Kevin Krust), Markiplier (Payton Justice), Skydoesminecraft (en) (LazySundayPaper), Game Grumps (Justin Buckner) et (Jordan et LazySundayPaper), Ninja Brian (Froggy), et Cr1TiKaL (en) (Wooden Hornets). Se confronte l'un après l'autre. |      |
| 11 | 11  | Johnny Gat vs. Trevor Phillips              | 18 octobre 2014   | 2:57          | 9,49       | Trevor Philips (Cam Greely), le protagoniste de GTA V contre Johnny Gat (Jack et Mister Boston), le protagoniste de Saints Row. |      |
| 12 | 12  | Minecraft vs. Terraria                      | 25 janvier 2015   | 3:06          | 5,97       | Deux jeux de type « bac à sable » s'affrontent dans cet épisode : Minecraft (Cam Greely), le jeu crée par Markus Persson contre Terraria (JT Machinima), le jeu similaire. |      |
| 13 | 13  | Freddy Fazbear vs. Slenderman               | 8 février 2015    | 2:50          | 7,82       | Le personnage de creepypasta Slender Man (Jordan), contre Freddy Fazbear (Stofferex), l'ours brun du jeu de même nom. |      |
| 14 | 14  | Inkling Boy vs. Inkling Girl                | 22 juin 2015      | 3:53          | 8,28       | Deux personnages de même univers s'affrontent dans cet épisode : Inkling Boy (Cam Greely), le garçon au cheveu bleu contre Inkling Girl (?), la fille au cheveu orange. |      |
| 15 | 15  | Master Chief vs. ?                          | 10 janvier 2016   | 3:46          | 30,1       | Master Chief (JT Machinima), le personnage du jeu vidéo Halo contre le Soldat non-identifié (Cam Greely), le personnage du jeu Call of Duty. |      |
| 16 | 16  | Ezio Auditore vs. Agent 47                  | 25 janvier 2016   | 3:08          | 5,29       | Ezio Auditore da Firenze (Cam Greely), le protagoniste des jeux Assassin's Creed contre l'Agent 47 (Jackiebear et JT Machinima), le tueur à gages légendaire qui travaille pour l'Agence des jeux Hitman. Pendant le battle, Desmond Miles (KevinKrust), et Altaïr Ibn-La'Ahad (Random Encounters), aide Ezio à finir la joute verbale. |      |
| 17 | 17  | Super Mario vs. Sonic the Hedgehog          | 17 avril 2016     | 2:46          | 13,6       | Sonic (ShadyVox), le célèbre mascotte des consoles Sega contre Mario (Cam Greely), l'autre mascotte des consoles Nintendo. |      |
| 18 | 18  | Overwatch vs. Team Fortress 2               | 5 août 2016       | 3:08          | 19,0       | Les protagonistes du jeu Team Fortress 2 : composé de Scout (Cam Greely), Medic (Mat4yo), et Heavy, affronte les protagonistes du jeu d'Overwatch : composé de Tracer (Eile Monty), Widowmaker, et Winston (Nemraps). |      |
| 19 | 19  | Link vs. Cloud                              | 12 août 2016      | 2:52          | 26,5       | Cloud Strife (JackieBear et Mat4yo), le héros de Final Fantasy contre Link (Cam Greely), le célèbre personnage de jeu vidéo Nintendo. |      |
| 20 | 20  | Ness vs. Sans                               | 4 février 2017    | 2:32          | 3,73       | Sans (ManCHA), l'un des personnages du jeu Undertale contre Ness (Cam Greely), le héros de Mother. |      |
| 21 | 21  | Reaper vs. Soldier 76                       | 12 février 2017   | 4:08          | 2,0        | Deux personnages de même univers s'affrontent dans cet épisode : Faucheur (Cam Greely), le mercenaire américain fictif tire sur Soldat 76 (Gianni Matragrano), le justicier solitaire. |      |
| 22 | 22  | Bendy vs. Mama Tattletail                   | 28 avril 2017     | 2:12          | 5,98       | Bendy (DA Games), le personnage principal du jeu de même nom contre Mama Tattletail (Kat Wells), le jouet démoniaque. |      |
| 23 | 23  | The Neighbor vs. Yandere Chan               | 30 septembre 2017 | 2:34          | 3,49       | Le voisin du jeu Hello Neighbor (Cam Greely), pousse devant sa porte Ayano Aishi (Michaela Laws), le personnage du jeu vidéo de type Visual Novel, de Yandere Simulator. |      |
| 24 | 24  | Torbjörn vs. The Engineer                   | 10 novembre 2017  | 2:41          | 5,30       | Torbjörn (Cam Greely), l'homme aux pince gauche contre Engineer, l'ingénieur texan. |      |
| 25 | 25  | PUBG vs. Fortnite Battle Royale             | 19 juin 2018      | 4:05          | 10,2       | Deux jeux de guerre s'affrontent dans cet épisode : PUBG (Ashtin Larold), le jeu vidéo multijoueur, développé et édité par PUBG Corporation contre Fortnite (Cam Greely), l'autre jeu vidéo multijoueur, développé par Epic Games. |      |
| 26 | 26  | Slender Man vs. Baldi's Basics              | 27 juillet 2018   | 2:49          | 11,7       | Le personnage de creepypasta Slender Man (Cam Greely), contre Baldi (The Stupendium), le professeur d'école. |      |
| 27 | 27  | Pikachu vs. Eevee                           | 10 août 2018      | 2:10          | 3,72       | Pikachu (Cam Greely), le mascotte de la franchise Pokémon jette l'éclair à Évoli (Sami Saddoff), le petit mammifère. |      |
| 28 | 28  | Sniper vs. Widowmaker                       | 24 août 2018      | 2:34          | 8,60       | Widowmaker (Eile Monty), la fille à la peau violette claire tire sur Sniper (Cam Greely), l'australien de nature calme. |      |
| 29 | 29  | Blaziken vs. Infernape                      | 7 septembre 2018  | 2:10          | 4,36       | Simiabraz (Cam Greely), le singe qui fait de l'art martial contre Braségali (ShueTube), le pokémon lui-aussi fait de l'art martial. |      |
| 30 | 30  | Baldi's Basics vs. Granny                   | 28 septembre 2018 | 2:43          | 14,5       | Baldi (The Stupendium), le professeur d'école donne des coups de règle à Granny (Cam Greely), le personnage du jeu de même nom. |      |
| 31 | 31  | Red vs. Gold                                | 23 novembre 2018  | 3:04          | 2,89       | Red (Cam Greely), l'un des entraîneurs de pokémon affronte son rival Luth (Mat4yo), l'autre entraîneur de pokémon. |      |
| 32 | 32  | Luigi vs. Tails                             | 14 décembre 2018  | 2:37          | 4,85       | Luigi (Cam Greely), le frère de Mario contre Tails (Emi Jones), le copain de Sonic. |      |
| 33 | 33  | Baldi's Basics vs. Bendy                    | 23 août 2019      | 2:55          | 5,16       | Baldi (The Stupendium), le professeur d'école donne des coups de règle à Bendy (Cam Greely), le personnage principal du jeu de même nom. |      |
| 34 | 34  | Lucario vs. Mewtwo                          | 6 septembre 2019  | 2:54          | 8,37       | Lucario (Cam Greely), le pokémon bipède contre Mewtwo (DaddyPhatSnaps), le pokémon très puissant. |      |
| 35 | 35  | Monika vs. Yandere Chan                     | 27 septembre 2019 | 2:54          | 3,32       | Monika, le personnage du jeu vidéo de type Visual Novel, de Doki Doki Literature Club! (Emi Jones), contre Ayano Aishi, l'autre personnage du jeu vidéo de type Visual Novel, de Yandere Simulator (Michaela Laws). |      |
| 36 | 36  | Charizard vs. Blastoise                     | 11 octobre 2019   | 2:48          | 7,74       | Dracaufeu (Cam Greely), le pokémon ressemble à un dragon crache du feu à Tortank (Gameboy Jones), le tortue qui crache de l'eau. |      |
| 37 | 37  | The Joker vs. Pennywise                     | 25 octobre 2019   | 2:51          | 9,68       | Ça (Jack Townsend), le clown psychopathe de Derry, célèbre pour son ballon rouge, se rit follement du Joker (Cam Greely), le clown psychopathe de Gotham City, célèbre pour ses farces sanglantes. |      |
| 38 | 38  | Grookey vs. Scorbunny vs. Sobble            | 15 novembre 2019  | 3:38          | 1,15       | Ouistempo (Mat4yo), le Pokémon de type Plante contre Flambino (Cam Greely), le pokémon de type feu contre Larméléon (KevinKrust), le pokémon de type eau. |      |
| 39 | 39  | Minecraft vs. Roblox                        | 20 décembre 2019  | 4:41          | 1,18       | Minecraft (Cam Greely), le jeu crée par Markus Persson jette les blocs à Roblox (Jackie), le jeu crée par David Baszucki. |      |
| 40 | 40  | Bowser vs. Dr. Eggman                       | 3 janvier 2020    | 3:07          | 2,18       | Le pire ennemi de Mario et le grand méchant de Nintendo, Bowser (Nerdout), contre l'autre grand méchant de Sega et le pire ennemi de Sonic, Eggman (Cam Greely). |      |
| 41 | 41  | The Neighbor vs. Granny                     | 17 avril 2020     | 3:22          | 13,6       | Le voisin du jeu Hello Neighbor (Cam Greely), pousse devant sa porte Granny, le personnage du jeu de même nom. |      |
| 42 | 42  | Anime vs. Video Games                       | 8 mai 2020        | 4:13          | 35,6       | Deux domaines s'affrontent dans cet épisode : Jeu vidéo (Cam Greely), le domaine des gamers contre l'Anime (NoneLikeJoshua), le domaine des fans de manga. |      |
| 43 | 43  | Cuphead vs. Bendy                           | 22 mai 2020       | 2:36          | 2,0        | Bendy (Cam Greely), le personnage principal du jeu de même nom contre Cuphead (Mcgwire), le personnage du jeu de même nom. |      |
| 44 | 44  | Wario vs. Shadow the Hedgehog               | 5 juin 2020       | 2:59          | 1,83       | Wario (Cam Greely), le double maléfique de Mario contre Shadow (Froz), le hérisson au caractère de violence et solitude. |      |
| 45 | 45  | Greninja vs. Charizard                      | 19 juin 2020      | 3:12          | 66,1       | Amphinobi (HyperJacob96), le pokémon eau-ténèbre contre Dracaufeu (HyperJacob96), le pokémon ressemble à un dragon. |      |
| 46 | 46  | Siren Head vs. Slender Man                  | 3 juillet 2020    | 2:51          | 1,48       | Le personnage de creepypasta Slender Man (Cam Greely), contre Siren Head (Gianni Matragrano), l'autre personnage de creepypasta. |      |
| 47 | 47  | Professor Layton vs. Phoenix Wright         | 17 juillet 2020   | 3:13          | 45,6       | l'avocat du jeu Ace Attorney Phoenix Wright (Cam Greely), contre le détective et professeur d'archéologie, Hershel Layton (Rustage). |      |
| 48 | 48  | Ash Ketchum vs. Yugi Muto                   | 31 juillet 2020   | 5:16          | 53,9       | Le joueur professionnel de carte, de la série Yu-Gi-Oh, Yugi Muto (Cam Greely), contre le dresseur des Pokémon, Sacha (Mat4yo). |      |
| 49 | 49  | Deku vs. Bakugo vs. Todoroki                | 14 août 2020      | 4:00          | 8,92       | Trois élèves du manga My Hero Academia s'affrontent dans cet épisode : Izuku Midoriya (Cam Greely), le héros du manga de même nom contre ses rivals Katsuki Bakugo (Shwabadi), l'élève du lycée Yuei et Shoto Todoroki (NoneLikeJoshua), l'autre élève du lycée Yuei. Pendant le battle, All Might (Daddyphatsnaps), vient punir les élèves. |      |
| 50 | 50  | Kirby vs. Pac-Man                           | 21 août 2020      | 2:41          | 1,14       | Kirby (GameBoyJones), l'aspirant des ennemis contre Pac-Man (Cam Greely), l'avaleur des fantômes. |      |
| 51 | 51  | Baldi vs. Monika                            | 4 septembre 2020  | 2:33          | 7,52       | Baldi (The Stupendium), le professeur d'école donne des coups de règle à Monika, le personnage du jeu vidéo de type Visual Novel, de Doki Doki Literature Club! (Azia). |      |
| 52 | 52  | Siren Head vs. Cartoon Cat                  | 11 septembre 2020 | 4:35          | 1,32       | Cartoon Cat (en) (Cam Greely), le chat creepypasta contre Siren Head (en) (Gianni Matragrano), l'autre personnage de creepypasta. |      |
| 53 | 53  | Sans vs. Jevil                              | 20 novembre 2020  | 4:14          | 41,5       | Sans (ManCHA), l'un des personnages du jeu Undertale jette l'os à Jevil (en) (Cam Greely), l'un des personnages de Deltarune. |      |
| 54 | 54  | Arceus vs. Giratina                         | 11 décembre 2020  | 2:53          | 47,1       | Giratina (Cam Greely), le pokémon légendaire contre Arceus (Connor Quest), le pokémon fabuleux. |      |
| 55 | 55  | Princess Peach vs. Amy Rose                 | 1er janvier 2021  | 2:35          | 11,3       | La Princesse Peach (DoReMi-SoMi), la copine de Mario contre Amy Rose (Chi-chi), la copine de Sonic. |      |
| 56 | 56  | Goku vs. Sonic The Hedgehog                 | 22 janvier 2021   | 4:07          | 38,1       | Sonic (ShadyVox), le célèbre mascotte des consoles Sega se mesure au Super Saiyan de Dragon Ball Z Sangoku (Cam Greely), maître des arts martiaux. |      |
| 57 | 57  | Rust vs. Minecraft                          | 29 janvier 2021   | 3:43          | 8,8        | Minecraft (Cam Greely), le jeu crée par Markus Persson contre Rust (Mat4yo), le jeu vidéo d'aventure et de survie crée par Garry Newman. |      |
| 58 | 58  | Monokuma vs. Freddy Fazbear                 | 20 février 2021   | 3:33          | 3,64       | Freddy Fazbear (Mcgwire), l'ours brun du jeu de même nom contre Monokuma (Cam Greely), l'ours principal de la série. |      |
| 59 | 59  | Turtwig vs. Chimchar vs. Piplup             | 27 février 2021   | 3:33          | 12,4       | Tortipouss (Mat4yo), le premier pokémon du Pokédex contre Ouisticram (Cam Greely), le petit singe avec une flamme à la place de sa queue contre Tiplouf (KevinKrust), le petit manchot qui crache de l'eau dans sa bec. |      |
| 60 | 60  | Vegeta vs. Shadow the Hedgehog              | 5 mars 2021       | 2:48          | 2,86       | Shadow (Froz), le hérisson au caractère de violence et solitude balance ses paroles à Vegeta (Cam Greely), le guerrier Saiyan. |      |
| 61 | 61  | Gardevoir vs. Gallade                       | 12 juin 2021      | 2:48          | 71,6       | Deux pokémon de type psy/combat s'affrontent dans cet épisode : Gallame (Cam Greely), le Pokémon bipède blanc contre Gardevoir (Sailorurlove), le Pokémon humanoïde. |      |
| 62 | 62  | Seto Kaiba vs. Gary Oak                     | 17 juillet 2021   | 3:07          | 44,3       | Gary Oak (Mat4yo), le rival de Sacha affronte Seto Kaiba (Cam Greely), le PDG de la Kaiba Corporation. |      |
| 63 | 63  | Dialga vs. Palkia vs. Giratina              | 27 novembre 2021  | 3:38          | 69,3       | Trois pokémon se battent dans cet épisode : Dialga (Mat4yo), le pokémon de type acier contre Palkia (Cam Greely), l'autre pokémon de type eau et contre Giratina (Mix Williams), le pokémon de type spectre. |      |
| 64 | 64  | Deoxys vs. Rayquaza                         | 7 septembre 2024  | 3:31          | 49,8       | Deoxys (Mat4yo), le pokémon fabuleux contre Rayquaza (Cam Greely), le Pokémon légendaire. |      |